# 鹿鳴館の貴婦人

『鹿鳴館の貴婦人』（ろくめいかんのきふじん）は1990年（平成2年）2月6日、テレビ朝日系列にて放送されたドラマスペシャル。
「鹿鳴館の花」と言われた大山捨松の半生を描く。
主演名取裕子。紺野美沙子（津田梅子）、露口茂（大山巌）、檀ふみほか。

## あらすじ
11年の留学から帰国した捨松、梅子らは遅れている日本の女子教育のため塾設立を夢見る。